# Troféu Super Vôlei de 2020
A Troféu Super Vôlei de 2020 foi a primeira edição desta competição organizada pela Confederação Brasileira de Voleibol.Participaram do torneio oito equipes no feminino e no masculino,  foi criado em virtude da Superliga na temporada 2019-20 ter sido interrompida por causa da pandemia de Covid-19, se credenciaram para o certame as equipes classificadas para as quartas de final da competição anteriormente citada, obedecendo os respectivos cruzamentos..

## Sistema de disputa
Obedecendo-se as colocações que tinham para disputar as quartas-de-final Superliga Brasileira A 2019-20, as equipes em ambos os naipes se enferetaram em partida única, conforme a seguir: 1º x 8º,  2º x 7º , 3º x 6º  e  4º x 5º  os vitoriosos destas partidas passam às semifinais, também em jogo único, definiram os finalistas. A competição masculina ocorreu na Arena Minas, em Belo Horizonte, já o torneio feminino no CDV, em Saquarema.
O SESC-RJ terminou em segundo lugar, mas retirou-se do cenário para a temporada seguinte, houve modificação nas posições posteriores, surgindo mais uma vaga, e após o oitavo colocado, o Vôlei Itapetininga, comunicou que desistia do certame porque o elenco foi afetado pela COVID-19, sendo subsituido pelo América Vôlei.

## Equipes participantes
Equipes que disputaram a Troféu Super Vôlei de 2020 foram:

### Masculino
| Equipe                  | Cidade         | Posição na temporada 2019/20 |
| ----------------------- | -------------- | ---------------------------- |
| Taubaté                 | Taubaté        | 1º                           |
| Sada Cruzeiro           | Contagem       | 2º                           |
| SESI-SP                 | São Paulo      | 4º                           |
| Vôlei Renata            | Campinas       | 5º                           |
| Minas                   | Belo Horizonte | 6º                           |
| APAN/Blumenau           | Blumenau       | 7º                           |
| Pacaembu Ribeirão Preto | Ribeirão Preto | 9º                           |
| América Vôlei           | Montes Claros  | 11º                          |

## Resultados
|  | Quartas-de-final | Quartas-de-final        | Quartas-de-final  |                     |              | Semifinais          | Semifinais | Semifinais |  |  | Final | Final          | Final |
|  |                  |                         |                   |                     |              |                     |            |            |  |  |       |                |       |
|  | 1º               | FUNVIC/Taubaté          | 3                 |                     |              |                     |            |            |  |  |       |                |       |
|  | 8º               | Pacaembu Ribeirão Preto | 0                 |                     |              |                     |            |            |  |  |       |                |       |
|  | 8º               | Pacaembu Ribeirão Preto | 0                 |                     | 1º           | FUNVIC/Taubaté      | 3          |            |  |  |       |                |       |
|  |                  |                         |                   |                     | 1º           | FUNVIC/Taubaté      | 3          |            |  |  |       |                |       |
|  |                  | 5º                      | Minas Tênis Clube | 0                   |              |                     |            |            |  |  |       |                |       |
|  | 4º               | 5º                      | Minas Tênis Clube | 0                   | Vôlei Renata | 1                   |            |            |  |  |       |                |       |
|  | 4º               |                         |                   |                     | Vôlei Renata | 1                   |            |            |  |  |       |                |       |
|  | 5º               | Minas Tênis Clube       | 3                 |                     |              |                     |            |            |  |  |       |                |       |
|  |                  |                         |                   |                     |              |                     |            |            |  |  | 1º    | FUNVIC/Taubaté | 3     |
|  |                  |                         | 2º                | Sada Cruzeiro Vôlei | 0            |                     |            |            |  |  |       |                |       |
|  | 2º               | Sada Cruzeiro Vôlei     | 3                 |                     |              |                     |            |            |  |  |       |                |       |
|  | 7º               | América Vôlei           | 0                 |                     |              |                     |            |            |  |  |       |                |       |
|  | 7º               | América Vôlei           | 0                 |                     | 2º           | Sada Cruzeiro Vôlei | 3          |            |  |  |       |                |       |
|  |                  |                         |                   |                     | 2º           | Sada Cruzeiro Vôlei | 3          |            |  |  |       |                |       |
|  |                  | 3º                      | APAN/Blumenau     | 0                   |              |                     |            |            |  |  |       |                |       |
|  | 3º               | 3º                      | APAN/Blumenau     | 0                   | Sesi-SP      | 2                   |            |            |  |  |       |                |       |
|  | 3º               |                         |                   |                     | Sesi-SP      | 2                   |            |            |  |  |       |                |       |
|  | 6º               | APAN/Blumenau           | 3                 |                     |              |                     |            |            |  |  |       |                |       |

## Participantes
| Equipe            | Cidade         | Posição na temporada 2019/20 |
| ----------------- | -------------- | ---------------------------- |
| Praia Clube       | Uberlândia     | 1º                           |
| Sesc-RJ Flamengo  | Rio de Janeiro | 2º                           |
| Minas             | Belo Horizonte | 3º                           |
| Sesi/Vôlei Bauru  | Bauru          | 4º                           |
| Osasco            | Osasco         | 5º                           |
| São Paulo/Barueri | Barueri        | 6º                           |
| Fluminense        | Rio de Janeiro | 7º                           |
| Curitiba Vôlei    | Curitiba       | 8º                           |

## Resultados
|  | Quartas-de-final | Quartas-de-final | Quartas-de-final |                  |                  | Semifinais       | Semifinais | Semifinais |  |  | Final | Final       | Final |
|  |                  |                  |                  |                  |                  |                  |            |            |  |  |       |             |       |
|  | 1º               | Praia Clube      | 3                |                  |                  |                  |            |            |  |  |       |             |       |
|  | 8º               | Curitiba Vôlei   | 1                |                  |                  |                  |            |            |  |  |       |             |       |
|  | 8º               | Curitiba Vôlei   | 1                |                  | 1º               | Praia Clube      | 3          |            |  |  |       |             |       |
|  |                  |                  |                  |                  | 1º               | Praia Clube      | 3          |            |  |  |       |             |       |
|  |                  | 5º               | Osasco           | 1                |                  |                  |            |            |  |  |       |             |       |
|  | 4º               | 5º               | Osasco           | 1                | Sesi/Vôlei Bauru | 2                |            |            |  |  |       |             |       |
|  | 4º               |                  |                  |                  | Sesi/Vôlei Bauru | 2                |            |            |  |  |       |             |       |
|  | 5º               | Osasco           | 3                |                  |                  |                  |            |            |  |  |       |             |       |
|  |                  |                  |                  |                  |                  |                  |            |            |  |  | 1º    | Praia Clube | 3     |
|  |                  |                  | 2º               | Sesc-RJ Flamengo | 0                |                  |            |            |  |  |       |             |       |
|  | 2º               | Sesc-RJ Flamengo | 3                |                  |                  |                  |            |            |  |  |       |             |       |
|  | 7º               | Fluminense       | 1                |                  |                  |                  |            |            |  |  |       |             |       |
|  | 7º               | Fluminense       | 1                |                  | 2º               | Sesc-RJ Flamengo | 3          |            |  |  |       |             |       |
|  |                  |                  |                  |                  | 2º               | Sesc-RJ Flamengo | 3          |            |  |  |       |             |       |
|  |                  | 3º               | Minas            | 2                |                  |                  |            |            |  |  |       |             |       |
|  | 3º               | 3º               | Minas            | 2                | Minas            | 3                |            |            |  |  |       |             |       |
|  | 3º               |                  |                  |                  | Minas            | 3                |            |            |  |  |       |             |       |
|  | 6º               | Barueri          | 1                |                  |                  |                  |            |            |  |  |       |             |       |

## Premiações
| Troféu Super Vôlei de 2020         |
| São Paulo                          |
| ---------------------------------- |
| FUNVIC Taubaté Campeão (1º título) |

| Troféu Super Vôlei de 2020      |
| Minas Gerais                    |
| ------------------------------- |
| Praia Clube Campeão (1º título) |